# 통서
《통서》(通書)는 주돈이가 지은 책이다.
주자의 설에 의하면 《통서》는 본래 《역통》(易通)이라고 호칭되어 《태극도설》과 병행하여 쓰여졌다고 한다. 전체는 2권 40장으로 나뉘어 있는데 각장은 비교적 짧은 문장으로 기술되고 있다. 《태극도설》이 주돈이의 우주론을 논술하고 있다면 《통서》는 도덕론을 설명하고 있다고 하여도 좋다. 《통서》는 역시 주자에 의해 주해됨으로써 송대 이학(理學)의 준거해야 할 고전이 되었다.

## 내용
도덕론으로서의 《통서》 1편을 일관하고 있는 것은 성(誠)이다. 그는 ‘성’을 현상(現象) 세계의 모든 변화 교체에 잠재하는 참된 기능이라고 하는 동시에 그것을 인간에 있어서의 도덕의 근본 규범으로 간주하였다. 성은 제덕(諸德) 또는 모든 사람의 행위의 근본이다. 사람이 성을 완전하게 체득할 때 곧 궁극적으로 사람의 행위가 성 그것일 때 소위 5상(五常)의 덕목(仁·義·禮·智·信)도 완성된다.
행위에 있어서의 선악은 《태극도설》에도 “5성(五性)이 감동하여 선악이 나뉘고 만사가 나온다”고 한 것처럼 5성이 감응하여 움직여서 이제 막 행위를 발(發)하려고 할 때에 기(幾)가 나뉘는 것이다. 그렇기 때문에 덕을 닦고자 하는 자는 반드시 동(動)을 근신(愼)하지 않으면 안 된다. 동을 삼갈 때는 선악으로 나뉘는 행위의 기(幾)를 삼가도록 하여 이것을 반드시 선으로 향하도록 해야 한다는 것이다.
기에 삼가고 동에 삼간다는 것은 주돈이의 말로 하면 주정(主靜)이다. 주정이란 무욕(無欲)하기 때문에 정(靜)을 보전할 수 있는 그 무욕(無欲)의 정(靜)을 주일(主一)로 하는 일이다.

## 같이 보기
- 태극도설

## 참고 문헌
- 이 문서에는 다음커뮤니케이션(현 카카오)에서 GFDL 또는 CC-SA 라이선스로 배포한 글로벌 세계대백과사전의 내용을 기초로 작성된 글이 포함되어 있습니다.